# Boqueirão do Leão
Boqueirão do Leão is een gemeente in de Braziliaanse deelstaat Rio Grande do Sul. De gemeente telt 8.097 inwoners (schatting 2009).